# Kawan Pivatto
Kawan Pivatto (Curitiba, ...) è un giocatore di football americano brasiliano, che gioca come defensive tackle per i Coritiba Crocodiles.

## Palmarès
- 3 Brasil Bowl (Coritiba Crocodiles, 2013, 2014; Sada Cruzeiro, 2017)
- 6 Campeonato Paranaense de Futebol Americano (Coritiba Crocodiles, 2009, 2010, 2011, 2012, 2013, 2014)
- 1 Campeonato Gaúcho de Futebol Americano (Juventude Futebol Americano, 2015)
- 1 Copa Minas (Sada Cruzeiro, 2017)